# Blepharucha
Blepharucha és un gènere monotípic d'arnes de la família Crambidae. Conté només una espècie, Blepharucha zaide, que es troba a Sud-àfrica.